# Eugen Geiwitz
Eugen Geiwitz (* 14. Dezember 1901 in Ulm; † 14. April 1984 in Blaustein) war ein deutscher Fechter, deutscher Meister, Olympiateilnehmer und Bronzemedaillengewinner bei der Weltmeisterschaft 1935. Er focht für den TV Ulm, der später im SSV Ulm 1846 aufging.

## Sportlicher Werdegang und Erfolge
Geiwitz begann das Fechten nach eigenen Angaben im Jahre 1917 mit dem schweren Säbel und gewann schon bei seinem ersten Turnier die Württembergischen Meisterschaften. Bald wechselte er zum TV Neu-Ulm und lernte das Fechten mit den modernen olympischen Sportwaffen. Anschließend focht er beim TV Ulm. Dort übte er auch das Amt des Fechtwartes aus und engagierte sich in der Breiten- und Jugendarbeit.
Zwischen 1927 und 1939 gewann Geiwitz insgesamt 28 württembergische Einzel- und Mannschaftsmeisterschaften. Er war besonders erfolgreich mit dem Degen, aber auch Mitglied der Florettnationalmannschaft bei den Europameisterschaften in Warschau. 1933 wurde er Sieger beim deutschen Turnfest. Er war dort startberechtigt, da die württembergischen Fechter nicht im Deutschen Fechter-Bund, sondern bei den Turnern organisiert waren.
1933 und 1934 wurde er deutscher Einzelmeister im Degenfechten. Zum 1. Mai 1933 trat Geiwitz der NSDAP (Mitgliedsnummer 2.872.483) und bereits zum 6. Juni 1933 der SS bei (SS-Nummer 128.814), in der er April 1937 den Rang eines SS-Untersturmführers erreichte. Nach Gründung der Ulmer Sektion der SS-Sportgemeinschaft startete er bei Turnieren offiziell für die SS. Bei den internationalen Meisterschaften, dem Vorläufer der heutigen Weltmeisterschaften, gewann er 1935 zusammen mit Heinz Heigl, Siegfried Lerdon und Stefan Rosenbauer als Mannschaft die Bronzemedaille hinter Frankreich und Schweden. Bei den Olympischen Spielen 1936 in Berlin nahm Geiwitz mit der Degenmannschaft (zusammen mit Josef Uhlmann, Siegfried Lerdon, Hans Esser, Ernst Röthig und Otto Schröder) teil. Sie drangen bis in die Finalrunde vor, mussten sich dort aber den Mannschaften Italiens, Schwedens und Frankreichs geschlagen geben und belegten den vierten Platz.
Nach dem Zweiten Weltkrieg wurde die Mannschaft des TV Ulm mit ihm 1953 noch einmal deutscher Vizemeister.

## Fechtweise
August Heim bezeichnete Geiwitz nicht als „Florettfechter in der tieferen Bedeutung des Wortes“, sondern als Degenspezialisten, der Dank seiner guten körperlichen Verfassung auch mit Florett und Säbel erfolgreich sein kann. Von Natur aus sei er eher Verteidiger als Angreifer. Zur Verbesserung empfahl er ihm, das Auge zur Erfassung der Situation zu schulen, den häufigeren Gebrauch von Paraden und ein besseres Gefühl für Tempoaktionen.